# هربرت ريتشاردز
هربرت ريتشاردز (بالإنجليزية: Herbert Clarence Richards)‏ هو صناعي وشخصية أعمال وسياسي أسترالي وبريطاني (وحمل سابقاً جنسية المملكة المتحدة لبريطانيا العظمى وأيرلندا)، ولد في 30 يناير 1876 في غاولر في أستراليا، وتوفي في 11 أبريل 1949 في أستراليا بسبب فالج. حزبياً، نشط في Liberal Union (South Australia) ‏ ( – 16 أكتوبر 1923) وLiberal Federation ‏ (16 أكتوبر 1923 – ). وقد انتخب Mayor of Unley ‏ (1920 – 1922) وانتخب عضو مجلس النواب جنوب أستراليا من الجمعية عن دائرة Electoral district of Sturt (South Australia) ‏ وقد انضم خلال فترته النيابية (9 أبريل 1921 – 4 أبريل 1930) للكتلة البرلمانية Liberal Union (South Australia) ‏.